# Motorbreath
"Motorbreath"  er det tredje nummer på Metallicas album Kill 'Em All. Teksten handler om at leve livet fuldt ud og nyde at være i live.[kilde mangler] Gennem deres tidlige shows sagde den originale guitarist Dave Mustaine at dette var deres version af en kærlighedssang.[kilde mangler] Dette er den eneste sang i Metallicas historie James Hetfield har skrevet alene. Dette er en ud af de to sange Lars Ulrich heller aldrig har været med til at skrive (den anden sang er (Anesthesia) Pulling Teeth).
Det er også den korteste Metallica-sang nogensinde på et studiealbum og varer 3:03.